# Abbreviazioni latine
La lista che segue contiene una selezione delle abbreviazioni latine presenti nei testi e nelle iscrizioni degli antichi Romani, a cui si aggiungono abbreviazioni in uso nel latino ecclesiastico e umanistico, con i rispettivi scioglimenti. Vedi anche il repertorio delle locuzioni latine.

## A
- A. -- Absolvo, Actum, Aedilis, Aes, Aedilis, Ager, Ago, Aio, Amicus, Annus, Antiquo, Auctor, Auditor, Augustus, Aulus, Aurum, Aut.[1]
- A.A. -- Aes alienum, Ante audita, Apud agrum, Aurum argentum.
- AA. -- Augusti, Augusti duo.[1]
- AAA., AAAGGG -- Augusti tres.
- A.A.A.F.F. -- Auro argento aere flando feriundo. oppure Aere Argento Auro Flando Feriundo.[1]
- A.A.V. -- Alter ambove.
- A.B. -- Artium Baccalaureus
- ABB. -- Abbas
- Ab. -- Abbas
- A.B.M. -- Amico bene merenti
- Abs. -- Absens
- Absoluo. -- Absolutio
- A.C. -- Auditor Cameræ
- AC -- Ante Christum
- A.C. -- Acta causa, Alins civis.
- ACN -- Ante Christum Natum
- A.D. -- Ante diem, Anima Dulcis
- A.D. -- A domino, Anno Domini, Ante diem
- a.d. -- ante diem, aliter dictum
- A.D.A. -- Ad dandos agros.
- Adm. Rev. -- Admodum Reverendus
- Adv. -- Adventus
- A.D.V. -- Ante diem quintum.
- AED. -- Aedilis
- AED CVR -- Aedilis curulis
- AEDILIC. -- Aedilicia potestate, Aedilicius
- AEL. -- Aelius
- AEPP. -- Archiepiscopus
- AEO. -- Aedes, Aedilis, Aedilitas.
- AEM., AIM. -- Aemilius, Aemilia.
- AER. -- Aerarium.
- a.h. --  ad honorem
- AER.P. -- Aere publico.
- al. -- alii, alibi, alias, aliter
- a.l. --  ad litteram
- A.L.AE., A.L.E. -- Arbitrium litis aestimandae.
- Alb. -- Albus
- Alr. -- Aliter
- A.M. -- Anno Mundi
- A.M. -- Artium Magister
- A.M., A.MILL. -- Ad milliarium. Ante Meridian.
- A.M.D.G. -- Ad Majorem Dei Gloriam
- AN. -- Aniensis, Annus, Ante.
- Ana -- Antiphona
- ANN. -- Annales, Anni, Annona.
- ANT. -- Ante, Antonius.
- Ant. -- Antiphona
- A.O. -- Alii omnes, Amico optimo.
- AP. -- Atppius, Apud.
- A.P. -- Ad pedes, Aedilitia potestate.
- a.p. --  ad personam
- A.P.F. -- Auro (or argento) publico feriundo.
- Aplica. -- Apostolica
- A.P.M. -- Amico posuit monumentum, Annorum plus minus.
- Apost. -- Apostolus
- Appatis. -- Approbatis
- A.P.R.C. -- Anno post Romam conditam.
- Ap. Sed. -- Apostolica Sedes
- Ap. Sed. Leg. -- Apostolicæ Sedis Legatus
- A.Q.I.C. -- Anima Quiescat In Christo
- Archiep. -- Archiepiscopus
- Archiepus. -- Archiepiscopus
- Archid. -- Archidiaconus
- Archiprb. -- Archipresbyter
- ARG. -- Argentum.
- A.R.S. -- Anno Reparatæ Salutis
- AR.V.V.D.D. -- Aram votam volens dedicavit, Arma votiva dono dedit.
- ASS --  Acta Sanctæ Sedis
- AT, A TE., A TER. -- A tergo.
- A.T.M.D.O. -- Aio te mihi dare oportere.
- A.U. -- Alma Urbs
- Aucte. -- Auctoritate
- Authen. -- Authentica
- Aux. -- Auxilium, Auxilio
- AV. -- Augur, Augustus, Aurelius.
- A.V. -- Annos vixit.
- A.V.C. -- Ab urbe condita.
- AVG. -- Augur, Augustus.
- AVGG. -- Augusti duo[1]
- AVGGG. -- Augusti tres.
- AVR. -- Aurelius
- AVSPP. -- Auspicia
- AVT.PR.R. -- Auctoritas provinciae Romanorum.

## B
- B. -- Balbius, Balbus, Beatus, Bene, Beneficiarius, Beneficium, Bene Merenti, Bonus, Brutus, Bustum.
- B. (al posto di V.) -- Berna Bivus, Bixit.
- B.A. -- Bixit annos [recte Vixit annos], Bonis auguriis, Bonus amabilis.
- B.A. -- Baccalaureus Artium
- B. BB. -- Beatus, Beati
- BB., B.B. -- Bene bene, i.e. optime, Optimus.
- B.C.L. -- Baccalaureus Civilis [or Canonicae] Legis
- B.D. -- Bonae deae, Bonum datum.
- B.DD. -- Bonis deabus.
- B.D.S.M. -- Bene de se merenti.
- Ben. -- Benedictio
- Benevol. -- Benevolentia
- B.F. -- Bona femina, Bona fides, Bona filia, Bona fortuna, Bonum factum.
- B.H. -- Bona hereditaria, Bonorum heres.
- B.I. -- Bonum judicium.
- B.I.C. -- Bibas [for Vivas] In Christo
- B.I.I. -- Boni judicis judicium.
- B.M. -- Beatae memoriae, Bene merenti, Bonae Memoriæ.
- B.M.F. -- Bene Merenti Fecit
- BMT. -- Bene Merenti
- B.M.V. -- Beatae Mariae virginis
- B.N. -- Bona nostra, Bonum nomen.
- BN.H.I. -- Bona hic invenies.
- Bon. Mem. -- Bonæ Memoriæ
- B.P. -- Beatissime Pater, Bona paterna, Bonorum potestas, Bonum publicum.
- B.Q. -- Bene quiescat, Bona quaesita.
- B.RP.N. -- Boho reipublicae natus.
- BRT. -- Britannicus.
- B. Se. -- Baccalaureus Scientiarum
- B.T. -- Baccalaureus Theologiæ, Bonorum tutor, Brevi tempore.
- B.U.J. -- Baccalaureus Utriusque Juris
- B.V. -- Beata Virgo, Beatitudo Vestra, Bene vale, Bene vixit, Bonus vir.
- B.V.M. -- Beata Virgo Maria
- B.V.V. -- Balnea vina Venus.
- BX. -- Bixit (for vixit).

## C
- C. -- Caesar, Cains, Caput, Causa, Censor, Civis, Conors, Colonia Comitialis (dies), Condemno, Consul, Cum, Curo, Custos, Caia, Centuria, Con. (prefix).
- Can. Pœnit.  -- Canonicus Pœnitentiarius
- Can.Theol.  -- Canonicus Theologus
- C.B. -- Civis bonus, Commune bonum, Conjugi benemerenti, Cui bono.
- C.C. -- Calumniae causa, Causa cognita, Conjugi carissimae, Consilium cepit, Curiae consulto.
- C.C.C. -- Calumniae cavendae causa.
- C.C.F. -- Caesar (or Caius) curavit faciendum, Caius Caii filius.
- CC.VV. -- Clarissimi viri. (=senatores)
- C.D. -- Caesaris decreto, Cains Decius, Comitialibus diebus.
- C.D.F. -- Congregatio pro Doctrina Fidei
- CES. -- Censor, Censores.
- CESS. -- Censores.
- C.F. -- Causa fiduciae, Conjugi fecit, Curavit faciendum.
- C.H. -- Custos heredum, Custos hortorum.
- C.I. -- Caius Julius, Consul jussit, Curavit judex.
- CIC -- Codex Iuris Canonici.
- CL. -- Clarissimus, Claudius, Clodius, Colonia.
- CL.V. -- Clarissimus vir, Clypeum vovit.
- C.M. -- Caius Marius, Causa mortis.
- CN. -- Cnaeus.
- COH. -- Coheres, Conors.
- COL. -- Collega, Collegium, Colonia, Columna.
- COLL. -- Collega, Coloni, Coloniae.
- COM. -- Comes, Comitium, Comparatum.
- CON. -- Conjux, Consensus, Consiliarius, Consul, Consularis.
- COR. -- Cornelia (tribus), Cornelius, Corona, Corpus.
- COS. -- Consiliarius, Consul, Consulares.
- COSS. -- Consules.
- C.P. -- Carissimus (or Clarissimus) puer, Civis publicus, Curavit ponendum.
- C.R. -- Caius Rufus, Civis romanus, Curavit reficiendum.
- CS. -- Caesar, Communis, Consul.
- C.V. -- Clarissimus (or Consularis) vir.
- CVR. -- Cura, Curator, Curavit, Curia.
- C. -- Caesar, Caius, Caput, Carrissimus, Causa, Censor, Centurio, Civis, Cohors, Colonia Comitialis (dies), Condemno, Coniunx, Comes, Consul, Cum, Curavit, Curo, Custos, Caia, Centuria, Cum, Con. (praeverbium).
- c. -- circa
- CAL. -- Calendis
- C.B. -- Civis bonus, Commune bonum, Coniugi benemerenti, Cui bono.
- C.C. -- Calumniae causa, Causa cognita, Coniugi carissimae, Consilium cepit, Curiae consulto.
- C.C.C. -- Calumniae cavendae causa.
- C.C.F. -- Caesar (vel Caius) curavit faciendum, Caius Caii filius.
- CC.VV. -- Clarissimi viri.
- C.D. -- Caesaris decreto, Cains Decius, Comitialibus diebus.
- CES. -- Censor, Censores.
- CESS. -- Censores.
- C.F. -- Causa fiduciae, Coniugi fecit, Curavit faciendum.
- C.H. -- Custos heredum, Custos hortorum.
- C.I. -- Caius Iulius, Consul iussit, Curavit iudex.
- CL. -- Clarissimus, Claudius, Clodius, Colonia.
- CL.V. -- Clarissimus vir, Clypeum vovit.
- C.M. -- Caius Marius, Causa mortis.
- CN. -- Cnaeus.
- COH. -- Coheres, Conors.
- COL. -- Collega, Collegium, Colonia, Columna.
- COLL. -- Collega, Coloni, Coloniae.
- COM. -- Comes, Comitium, Comparatum.
- CON. -- Coniunx, Consensus, Consiliarius, Consul, Consularis.
- COR. -- Cornelia (tribus), Cornelius, Corona, Corpus.
- COS. -- Consiliarius, Consul, Consulares.
- COSS. -- Consules.
- C.P. -- Carissimus (sive Clarissimus) puer, Civis publicus, Curavit ponendum.
- C.R. -- Caius Rufus, Civis Romanus, Curavit reficiendum.
- CS. -- Caesar, Communis, Consul.
- C.V. -- Clarissimus (sive Consularis) vir.
- CVR. -- Cura, Curator, Curavit, Curia.
- Cam. -- Camera
- Cam. Ap. -- Camera Apostolica
- Can. -- Canonicus
- Canc. -- Cancellarius
- Cap. -- Capitulum
- Cap. de seq. -- Capitulum de Sequenti
- Capel. -- Capella
- Capp. -- Cappellanus
- Caus. -- Causa
- C.C. -- Curatus
- CC. VV. -- Clarissimi Viri
- Cen. Eccl. -- Censura Ecclesiastica
- Cla. -- Clausula
- Cl. -- Clericus
- Clico. -- Clericus, Clerico
- Clun. -- Cluniacenses
- C.M. -- Causa Mortis
- co -- centenario
- Cod. -- Codex
- Cog. Leg. -- Cognatio Legalis
- Cog. Spir. -- Cognatio Spiritualis
- Coll. Cone. -- Collectio Conciliorum
- Comm. Prec. -- Commemoratio Praecedentis
- Comm. Seq. -- Commemoratio Sequentis
- Compl. -- Completorium
- Con. -- Contra
- Cone. -- Concilium
- Conf. -- Confessor
- Conf. Doct. -- Confessor et Doctor
- Conf. Pont. -- Confessor Pontifex
- Cons. -- Consecratio
- Consecr. -- Consecratus
- Const. Ap. -- Constitutio Apostolica
- Cr. -- Credo
- Canice. -- Canonice
- Card. -- Cardinalis
- Cens. -- Censuris
- Circumpeone. -- Circumspectione
- Coie/coione/conioe -- Communione
- Confeone. -- Confessione
- Consciae. -- Conscientiæ
- Constbus -- Constitutionibus
- C. -- Consul
- CC. -- Consules
- C.F. -- Clarissima Femina
- Cl. V. -- Clarissimus Vir
- C.O. -- Conjugi Optimo
- C.O.B.Q. -- Cum Omnibus Bonis Quiescat
- COI. -- Conjugi
- CS. -- Consul
- COS. -- Consul, Consulibus
- COSS. -- Consules, Consulibus
- C.P. -- Clarissima Puella

## D
- D. -- Dat, Dedit, De, Decimus, Decius, Decretum, Decurio, Deus, Dicit, Dies, Divus, Dominus, Domus, Donum.
- D.C. -- Decurio coloniae, Diebus comitialibus, Divus Caesar.
- D.D. -- Dea Dia, Decurionum decreto, Dedicavit, Deo dedit, Dii deaeque, Dono dedit, Domus Divina.[1]
- DD. -- Divi
- D.D.D. -- Datum decreto decurionum, Dono dedit dedicavit, Deo Donum Dedit[1]
- D.E.R. -- De ea re.
- DES. -- Designatus.
- D.I. -- Dedit imperator, Diis immortalibus, Diis inferis.
- D.l.M. -- Deo invicto Mithrae, Diis inferis Manibus.
- D.M. -- Deo Magno, Dignus memoria, Diis Manibus, Dolo malo, Dominus
- D.O.M. -- Deo Optimo Maximo.
- D.P.S. -- Dedit proprio sumptu, Deo perpetuo sacrum, De pecunia sua.
- D.D.L.M. -- Donum dedit libens merito.
- DEC. -- Decurio
- DEV -- Devotus
- D.F.P. -- Dari Fide Promisit
- D.M.P.S. -- Dis Manibus (et) perpetuae securitati
- D.N. -- Dominus noster
- DNE -- Domine
- Dni. -- Domini
- DNO. -- Domino
- DNS -- Dominus
- D.I. -- Dedit imperator, Diis immortalibus, Diis inferis.
- D.l.M. -- Deo invicto Mithrae, Diis inferis Manibus.
- D.M. -- Deo Magno, Dignus memoria, Diis Manibus, Dolo malo.
- D.N.I.C. -- Domini nostri Iesu Christi
- D.O.M. -- Deo optimo maximo, Dominus.
- D.O.M.A. -- Deo Optimo maximo aeterno
- D.P.S. -- Dedit proprio sumptu, Deo perpetuo sacrum, De pecunia sua.
- D.S.I.M. -- Deo soli invicto mithrae
- Dr. iur. -- Doctor iuris
- D. -- Depositus; or Dulcis
- D.D. -- Dedit, Dedicavit
- DEP. -- Depositus
- D.I.P. -- Dormit In Pace
- D.M. -- Diis Manibus
- D.M.S. -- Diis Manibus Sacrum
- D.N. -- Domino Nostro
- DD. NN. -- Dominis Nostris
- Discreoni. -- Discretioni
- Dispensao. -- Dispensatio
- Dnus -- Dominus
- d. -- dies, dominus
- D.C.L. -- Doctor Civilis [or Canonicae] Legis
- D.D. -- Doctores
- D.D. -- Doctor Divinitatis
- Dec. -- Decanus
- Def. -- Defunctus
- D.G. -- Dei Gratia
- D.N. -- Dominus Noster
- D.N.J.C. -- Dominus Noster Jesus Christus
- DN -- Dominus
- DNS -- Dominus
- DNUS -- Dominus
- Doct. -- Doctor
- Dom. -- Dominica
- D.O.M. -- Deo Optimo Maximo
- Doxol. -- Doxologia
- D.R. -- Decanus Ruralis
- DS -- Deus
- D.Se. -- Doctor Scientiarum
- D.V. -- Deo Volente
- Dupl. -- Duplex
- Dupl. Maj. -- Duplex Major
- Dupl. I. Cl. -- Duplex Primæ Classis
- Dupl. II. Cl. -- Duplex Secundae Classis
- D. n. m. que -- Devotus numini maiestatique

## E
- E. -- Ejus, Eques, Erexft, Ergo, Est, Et, Earvin, Etiam, Ex.
- ee -- esse.
- EG. -- Egit, Egregius.
- E.M. -- Egregiae memoriae, Ejusmodi, Erexit monumentum.
- EN -- enim.
- EQ.M. -- Equitum magister.
- E.R.A. -- Ea res agitur.
- E. -- Eius, Eques, Erexft, Ergo, Est, Et, Etiam, Evangelista, Ex.
- EG. -- Aeger, Egit, Egregius.
- EL. -- Electus
- E.M. -- Egregiae memoriae, Eiusmodi, Erexit monumentum.
- EPI. -- Episcopi
- EPO. -- Episcopo
- EQ. -- Eques
- EQ.M. -- Equitum magister.
- E.Q.R. -- Eques Romanus.
- E.P. -- Equo publico.
- E.R.A. -- Ea res agitur.
- E(X)T. -- Ex testamento
- E(X)V. -- Ex voto
- Eccl. -- Ecclesiasticus
- E. -- Ecclesia
- Eccl. -- Ecclesia
- El. -- Electio, Electus
- Emus -- Eminentissimus
- EPS -- Episcopus
- EP. -- Episcopus
- Episc. -- Episcopus
- Et. -- Etiam
- Evang. -- Evangelium
- Ex. -- Extra
- Exe. -- Excommunicatus, Excommunicatio
- Ecclae. -- Ecclesiæ
- Ecclis. -- Ecclesiasticis
- Effum. -- Effectum
- Epus. -- Episcopus
- Excoe. -- Excommunicatione
- Exit. -- Existit
- E.V. -- Ex Voto
- EX. TM. -- Ex Testamento
- E VIV. DISC. -- E Vivis Discessit

## F
- F. -- Fabius, Facere, Fecit, &c., Familia, Fastus (dies), Feliciter, Felix, Femina, Fides, Filius, Flamen, Fortuna, Frater, Fuit, Functus.
- Fab -- Fabiana.
- F.C. -- Faciendum curavit, Fidei commissume, Fiduciae causa, Fieri Curavit.
- F.D. -- Fidem dedit, Flamen Dialis, Fraude donavit.
- Fel. Mem. -- Felicis Memoriæ
- Fel. Rec. -- Felicis Recordationis
- Fer. -- Feria
- F.F. -- Fratres, Fieri Fecit
- FF. -- Fratres; Filii
- F.F.C. -- Filii faciendum curaverunt
- F.F.F. -- Ferro flamma fame, Fortior fortuna fato.
- FL. -- Filius, Flamen, Flaminius, Flavius.
- F.L. -- Favete linguis, Fecit libens, Felix liber.
- Fr. -- Fide rogato, Frater
- FR. -- Forum, Fronte, Frumentarius.
- F.R. -- Forum Romanum.
- Frum. -- Fratrum
- FS. -- Fossor
- FS ET S -- Fecit sibi et sui
- Fund. -- Fundatio

## G
- G. -- Gaius (Caius), Gallia, Gaudium, Gellius, Gemma, Gens, Gesta, Gratia.
- Gen. -- Generalis
- G.F. -- Gemina fidelis (legioni).
- GL. -- Gloria.
- GN. -- Genius, Gens, Genus, Gnaeus (Cnaeus).
- Gnalis -- Generalis
- G.P.F. -- Gemina pia fidelis (legioni).
- G.P.R. -- Genro populi Romani.
- Gr. -- Gratia
- Grad. -- Gradus
- Grat. -- Gratias, Gratis

## H
- H. -- Habet, Heres, Hic, Homo, Honor, Hora.
- H.B. -- Hungaria (et) Bohmia
- HBQ. -- Hic Bene Quiescat
- hebd. -- Hebdomada
- HER. -- Heres, Herennius.
- HER., HERC. -- Hercules.
- H.F.C. -- Heres faciendum curavit
- HH. -- Heredes
- H.L. -- Hac lege, Hoc loco, Honesto loco.
- H.L.S. -- Hoc Loco Situs
- H.M. -- Hoc monumentum, Honesta mulier, Hora mala.
- H.M.F.F. -- Hoc Monumentum Fieri Fecit
- H.M.P. -- Hoc monumentum posuit
- Hom. -- Homilia
- hor. -- hora
- h.p. -- hic posuit
- H.S. -- Hic Situs
- H.S.E. -- Hic sepultus/-a est, Hic situs est.
- Humil. -- Humiliter
- Humoi. -- Huiusmodi
- H.V. -- Haec urbs, Hic vivit, Honeste vixit, Honestus vir.

## I
- I. -- Immortalis, Imperator, In, Infra, Inter, Invictus, Ipse, Isis, Judex, Julius, Junius, Jupiter, Justus.
- IA. -- Jam, Intra.
- I.C. -- Julius Caesar, Juris Consultum, Jus civile.
- IC -- Jesus
- ICTVS -- Iuris consultus
- ID. -- Idem, Idibus, Idus, Interdum.
- I.D. -- Inferis diis, Jovi dedicatnm, Jus dicendum, Jussu Dei.
- i.d. -- ius diœcesanum.
- I.D.M. -- Jovi deo magno.
- IDNE. -- Indictione
- I.E. -- Id est.
- I.F. -- In foro, In fronte.
- Igr. -- Igitur
- I.H. -- Jacet hic, In honestatem, Justus homo.
- IHS. -- Iesus
- II VIR I D -- Duovir/Duumvir iure dicundo.
- IIIIII VIR AVG -- Sevir/Sexvir Augustalis.
- I.L.H. -- Jus Liberorum Habens
- ILL. -- Illustrissimus
- ILLMA -- Illustrissima
- IM. -- Imago, Immortalis, Immunis, Impensa.
- IMP. -- Imperator, Imperium.
- INB. -- In Bono
- IND. -- vedi IDNE
- Ind. -- Indictio, Index
- Infraptum. -- Infrascriptum
- INP -- In Pace
- Inq. -- Inquisitio
- I.N.R.I. -- Iesus Nazarenus Rex Iudaeorum.
- Intropta. -- Introscripta
- I.O.M. -- Jovi optimo maximo.
- I.P. -- In publico, Intra provinciam, Iusta persona.
- i.p. -- ius pontificium.
- i.p.i. -- in partibus infidelium
- Irregulte. -- Irregularitate
- Is. -- Idus
- is -- infrascriptum
- I.S.V.P. -- Impensa sua vivus posuit.
- IVL. -- Iulius
- IVN. -- Iunior
- I.X. -- In Christo

- J.C. -- Jesus Christus
- J.C.D. -- Juris Canonici Doctor, Juris Civilis Doctor
- J.D. -- Juris Doctor
- J.M.J. -- Jesus, Maria, Joseph
- Jo. -- Johannes
- Joann. -- Joannes
- J.U.D. -- Juris Utriusque Doctor
- Jud. -- Judicium
- J.U.L. -- Juris Utriusque Licentiatus
- Jur. -- Juris

## K
- K. -- Kaeso, Caia, Calumnia, Caput, Carus, Castra.
- K. -- Kalendas ("Calends"); or Care, Carus, Cara; or Carissimus[a]
- K., KAL., KL. -- Kalendae.
- K.B.M. -- Karissimo Bene Merenti

## L
- L. -- Laelius, Legio, Lex, Libens, Liber, Libra, Locus, Lollius, Lucius, Ludus.
- Laic. -- Laicus
- Laud. -- Laudes
- LB. -- Libens, Liberi, Libertus.
- l.c. -- Loco citato
- L.C.D. -- Legis Civilis Doctor
- L.D.D.D. -- Locus datus decreto decurionum.
- Lect. -- Lectio
- LEG. -- Legatus, Legio, Legiones
- LEG AVG PR PR -- Legatus Augusti pro praetore
- LEG LEG -- Legatus legionis
- Legit. -- Legitime, Legitimus
- L.H.D. -- Litterarum Humaniorum Doctor
- Lia. -- Licentia
- Lib. -- Liber
- LIB. -- Liber, Liberalitas, Libertas, Libertus, Librarius.
- LIB BAR(O) -- Liber baro
- Lic. -- Licentia, Licentiatus
- Litma. -- Legitima
- Litt. -- Littera
- LL. -- Leges, Libentissime, Liberti.
- LL.B. -- Legum Baccalaureus
- LL.D. -- Legum Doctor
- LL.M. -- Legum Magister
- L.L.V.S. -- Libens laetus votum solvit.
- L.M. -- Libens merito, Locus monumenti.
- Lo. -- Liber, Libro
- Loc. -- Locus
- loc. cit. -- Loco citato
- Lov. -- Lovanium
- Lovan. -- Lovanienses
- Lre. -- Litteræ
- L.S. -- Laribus sacrum, Libens solvit, Locus sacer, Lectori Salutem, Locus Sepulchri, Locus Sigilli.
- Lte. -- Licite
- Lud. -- Ludovicus
- LVD. -- Ludus.
- LV.P.F. -- Ludos publicos fecit.

## M
- M. -- Magister, Magistratus, Magnus, Manes, Marcus, Maria, Marins, Marti, Martyr, Mater, Memoria, Mensis, Miles, Monumentum, Mortuus, Mucius, Mulier.
- M'. -- Manius.
- M.A. -- Magister Artium, Missionarius Apostolicus
- M.A.E. -- Melius aequius erit
- Mag. -- Magister
- Magro. -- Magistro
- Mand. -- Mandamus
- Mand. Ap. -- Mandatum Apostolicum
- Mart. -- Martyr
- Mat. -- Matutinum
- Matr. -- Matrimonum
- M.D. -- Magno Deo, Manibus diis, Matri deum, Merenti dedit.
- MEN -- Mensis
- MES. -- Mensis.
- MESS. -- Menses.
- M.F. -- Mala fides, Marci filius, Monumentum fecit.
- M.I. -- Matri Idaeae, Matii Isidi, Maximo Jovi.
- MIL -- Miles
- Mir. -- Misericorditer
- Miraone. -- Miseratione
- Miss. -- Missa, Missionarius
- Miss. Apost. -- Missionarius Apostolicus
- M L -- Monumentum legavit.
- MM. -- Martyr, Martyres
- mm -- manumissionem
- mmo -- matrimonio
- MNT. -- Moneta.
- Mo.C. -- Mortis Causa.
- MON -- Moneta, Monumentum.
- M.P. -- Male positus, Monumentum posuit, motu proprio.
- M.R. -- Missionarius Rector
- MRT. -- Merenti
- M.S. -- Manibus sacrum, Memoriae sacrum, Manu scriptum.
- m.t.v. -- mutatur terminatio versiculi
- MVN. -- Municeps, municipium (MN., MV. et MVNIC. quoque)
- M.V.S. -- Marti ultori sacrum, Merito votum solvit.

## N
- N. -- Natio, Natione, Natus, Nefastus (dies), Nepos, Neptunus, Nero, Nomen, Non, Nonae, Noster, Novus, Numen, Numerius, Numerus, Nummus.
- ń -- numero.
- NB -- Nota Bene
- N.D.N.J.C. -- Nativitas Domini Nostri Iesu Christi
- NEP. -- Nepos, Neptunus.
- N.F.C. -- Nostrae fidei commissum.
- N.L. -- Non licet, Non liquet, Non longe.
- N.M.V. -- Nobilis memoriae vir.
- NN. -- Nostri.
- N.N. -- Nomen nescio
- NN., NNO., NNR. -- Nostrorum.
- NOB. -- Nobilis.
- NOB., NOBR., NOV. -- Novembris.
- N.P. -- Nefastus primo (priore parto diei), Non potest.
- N. -- Natio, Natus, Nefastus (dies), Nepos, Neptunus, Nero, Nomen, Non, Nonae, Noster, Novus, Numen, Numerius, Numerus, Nummus.
- NB -- Nota Bene
- NEP. -- Nepos, Neptunus.
- N.F.C. -- Nostrae fidei commissum.
- N.L. -- Non licet, Non liquet, Non longe.
- N.M.V. -- Nobilis memoriae vir.
- NN. -- Nostri.
- NN., NNO., NNR. -- Nostrorum.
- N.N. -- nomen nominandum seu nomen nescio
- NO -- Nonis
- NOB. -- Nobilis.
- NOB., NOBR., NOV. -- Novembris.
- N.P. -- Nefastus primo (priore parto diei), Non potest.
- N. -- Nonas, vel Numero
- NN. -- Nostris vel Numeri
- Nultus. -- Nullatenus
- Nativ. D.N.J.C. -- Nativitas Domini Nostri Jesu Christi
- N. D. -- Nostra Domina, Notre Dame
- Nigr. -- Niger
- No. -- Nobis
- Nob. -- Nobilis, Nobiles
- Noct. -- Nocturnum
- Non. -- Nonæ
- Nostr. -- Noster, nostri
- Not. -- Notitia
- N.S. -- Notre Seigneur, Nostro Signore
- N.S. -- New Style
- N.T. -- Novum Testamentum
- Ntri. -- Nostri
- Nup. -- Nuptiæ

## O
- O. -- Ob, Officium, Omnis, Oportet, Optimus, Opus, Ossa, Hora, Obiit.
- OB. -- Obiit, Obiter, Orbis.
- O.C.S. -- Ob cives servatos.
- O.H.F. -- Omnibus honoribus functus.
- O.H.S.S. -- Ossa hic sita sunt.
- O P N -- Ora pro nobis.
- OR. -- Hora, Ordo, Ornamentum.
- O.T.B.Q. -- Ossa tua bene quiescant.
- OVF -- Oro vos faciatis
- Ob. -- Obiit
- Oct. -- Octava
- Omn. -- Omnes, Omnibus
- Op. Cit. -- Opere Citato
- OPA -- Opera
- Or. -- Oratio
- Ord. -- Ordo, Ordinatio, Ordinarius
- Or -- Orator
- Orat. -- Orator, Oratorium
- Oxon. -- Oxonium, Oxonienses
- Ordinaoni. -- Ordinationi
- Ordio. -- Ordinario
- OB. IN XTO. -- Obiit In Christo
- OMS. -- Omnes
- OP. -- Optimus

## P
- P. -- Paragraphus, Pars, Passus, Pater, Patronus, Pax, Perpetuus, Pes, Pius, Plebs, Pondo, Populus, Posse, Post, Posuit, Praeses, Praetor, Primus, Pro, Provincia, Publicus, Publius, Puer.
- P.C. -- Pactum conventum, Parce sepultis, Patres conscripti, Pecunia constituta, Ponendum curavit, Post consulatum, Potestate censoria.
- P.F. -- Pia fidelis, Pius felix, Promissa fides, Publii filius.
- Plm. -- Plus minus.
- P.M. -- Piae memoriae, Pius minus, Pontifex maximus. Post meridiem.
- P.P. -- Pater patratus, Pater patriae, Pecunia publica, Praepositus, Primipilus, Propraetor.
- ppsal -- perpetuam salutem.
- PR. -- Parentes, Pater, Praeses, Praetor, Pridie, Princeps.
- P.R. -- Permissu reipublicae, Populus Romanus.
- P.R.C. -- Post Romam conditam.
- PR.PR. -- Praefectus praetorii, Propraetor.
- P.S. -- Pecunia sua, Plebiscitum, Proprio sumptu, Publicae saluti, Post scriptum.
- P.V. -- Pia victrix, praefectus urbi, Praestantissimus vir.
- P. -- Pars, Passus, Pater, Patronus, Pax, Perpetuus, Pes, Pius, Plebs, Pondo, Populus, Positum, Post, Posuit, Praeses, Praetor, Primus, Pro, Provincia, Publicus/-e, Publius, Puer.
- P.C. -- Pactum conventum, Patres conscripti, Pecunia constituta, Ponendum curavit, Post consulatum, Potestate censoria.
- P.F. -- Pia fidelis, Pius felix, Promissa fides, Publii filius.
- P F INV -- Pius felix invictus.
- P.M. -- Piae memoriae, Pius minus, Pontifex maximus.
- PONT MAX -- Pontifex maximus.
- POS -- Posuit
- P.P. -- Parentes posuerunt, Parentibus pientissimis, Pater patratus, Pater patriae, Patronus posuit, Pecunia publica, Praepositus, Primipilus/Primus pilus, Pro pietate, Propraetor.
- PP -- Posuerunt.
- P.P.D. -- Pro Parte Dimidia.
- PR. -- Praeses, Praetor, Pridie, Princeps.
- PRAEF -- Praefectus
- PRAEF SOC -- Praefectus sociorum
- PRAET -- Praetor
- P.R. -- Permissu reipublicae, Populus Romanus.
- P.R.C. -- Post Romam conditam.
- PROC -- Procurator
- PROCOS -- Proconsul
- PRO SAL -- Pro salute.
- PR.PR. -- Praefectus praetorii, Propraetor.
- P.S. -- Pecunia sua, Plebiscitum, Proprio sumptu, Publicae saluti, Post scriptum.
- PS -- Psalmus.
- P.V. -- Pia victrix, praefectus urbi, Praestantissimus vir.
- P. -- Pax, vel Pius, vel Ponendum, vel Pridie, vel Plus
- P.C. -- Poni Curavit
- P.C. -- Post Consulatum
- P. CONS. -- Post Consulatum
- P.I. -- Poni Jussit
- P.M. -- Plus Minus, vel Piae Memoriae, vel Post Mortem
- PP. -- Præpositus
- PR.K. -- Pridie Kalendas
- PRB. -- Presbyter
- PR.N. -- Pridie Nonas
- P.T.C.S. -- Pax Tibi Cum Sanctis
- PZ. --  Pie Zeses
- Pbr. -- Presbyter
- Penia. -- Pœnitentia
- Peniaria. -- Pœnitentiaria
- Pntium. -- Præsentium
- Poe. -- Posse
- Pontus. -- Pontificatus
- PP. -- Papa
- Pr. -- Pater
- Pror. -- Procurator
- Ptur. -- Præfertur
- Ptus. -- Præfatus
- P. -- Pater
- Pa. -- Papa; Pater
- Pact. -- Pactum
- Pasch. -- Pascha
- Patr. -- Patriarcha, Patronum
- Pent. -- Pentecostes
- Ph.B. -- Philosophiæ Baccalaureus
- Ph.D. -- Philosophiæ Doctor
- Phil. -- Philosophia
- Ph.M. -- Philosophiæ Magister
- P.K. -- Pridie Kalendas
- Poenit. -- Poenitentia
- Poenit. Ap. -- Pœnitentiaria Apostolica
- Pont. -- Pontifex
- Pont. -- Pontificatus
- Pont. Max. -- Pontifex Maximus
- Poss. -- Possessor, Possessio
- PP. -- Papa, Pontificum
- P.P. -- Parochus
- PP. AA. -- Patres Amplissimi
- P.P.P. -- Propria Pecunia Posuit
- P.R. -- Permanens Rector
- Praef. -- Præfatio
- Presbit. -- Presbyter
- Prof. -- Professus, Professio, Professor
- Prop. Fid. -- Propaganda Fide
- Propr. -- Proprium
- Prov. -- Provisio, Provisum
- Ps. -- Psalmus
- Pub. -- Publicus
- Publ. -- Publicus, Publice
- Purg. Can. -- Purgatio Canonica

## Q
- q -- ...que, quem, quid, quod.
- Q. -- Quaestor, Quando, Quantus, Que, Qui, Quiescit, Quinquennalis, Quintus, Quirites, Quondam
- Q: -- ...que.
- Q.B.AN. -- Qui Bixit [for Vixit] Annos
- Q.B.F.F.F.Q.S. -- Quod bonum, faustum, felix fortunatumque sit. (Quod bonum, felix, faustum fortunatumque sit.)
- Q.D.R. -- Qua de re.
- Q.I.D. -- Quater in die.
- Q.I.P. -- Quiescat In Pace
- Q.I.S.S. -- Quae infra scripta sunt
- Q.M.P.P. -- Qui monumentum posuerunt
- Q.S.S.S. -- Quae supra scripta sunt
- QQ. -- Quaecunque, Quinquennalis, Quoque.
- Q.R. -- Quaestor reipublicae.
- Quadrag. -- Quadragesima
- Quinquag. -- Quinquagesima
- Qd. -- Quidem, Quod
- qda -- quo de agitur.
- qm -- quo minus
- Qmlbt. -- Quomodolibet
- qpmo. -- Queritur post mortem
- Qtnus. -- Quatenus
- Qui. -- Quiescit
- Q.V. -- Qui Vixit

## R
- R. -- Recte, Res, Res publica, Retro, Rex, Ripa, Roma, Romanus, Rufus, Rursus.
- RIP -- Requiescat in pace.
- ROM IMP -- Romanorum imperator.
- R.R. -- Relationes relatae, Relata refero
- R.C. -- Romana civitas, Romanus civis.
- R.D. -- Reverendus Dominus
- RESP., RP. -- Res publica.
- RET.P., RP. -- Retro pedes.
- R. -- Requiescit, Refrigerio
- Reg. -- Regionis
- Relione. -- Religione
- Rlari. -- Regulari
- Roma. -- Romana
- R. -- Responsorium
- R. -- Roma
- Rescr. -- Rescriptum
- R.D. -- Rural Dean
- Req. -- Requiescat
- Resp. -- Responsum
- R.I.P. -- Requiescat In Pace
- Rit. -- Ritus
- Rom. -- Romanus, Romana
- R. P. -- Reverendus Pater
- RR. -- Rerum, Regesta
- Rt. Rev. -- Right Reverend
- Rub. -- Ruber
- Rubr. -- Rubrica

## S
- S. -- Sacerdos, Sacrum, Sanctus, Scriptus, Sed, Semis, Senatus, Sepulchrum, Sepultus, Servius, Servus, Sestertium, Sextus, Sibi, Sine, Situs, Solus, Solvit, Sub, Suus.
- Sab. -- Sabbatum
- Sabb. -- Sabbatum
- SAC. -- Sacerdos, Sacrificium, Sacrum.
- Sacr. -- Sacrum
- Saec. -- Saeculum
- Sal. -- Salus, Salutis
- Salmant. -- Salmanticenses
- Salri. -- Salutari
- S.C. -- Senatus consultum, Sacra Congregatio.
- sc., scil. -- scilicet
- S.C.C. -- Sacra Congregatio Concilii
- S.C.D.F. -- Suprema/Sacra Congregatio pro Doctrina Fidei
- S.C.EE.RR. -- Sacra Congregatio Episcoporum et Regularium
- S.C.I. -- Sacra Congregatio Indicis
- SC. M. -- Sanctæ Memoriæ
- S.C.P.F. -- Sacra Congregatio de Propaganda Fide
- SCS -- Sanctus
- SD. -- Sedit
- S.D. -- Sacrum diis, Salutem dicit, Senatus decreto, Sententiam, Servus dei.
- S.D. -- Salutem dicit.[2]
- s.d. -- sine data
- S.D.M. -- Sacrum diis Manibus, Sine dolo malo.
- Semid. -- Semiduplex
- Septuag. -- Septuagesima
- SER. -- Servius, Servus.
- S.E.T.L. -- Sit ei terra levis.
- SEX -- Sextus.
- Sexag. -- Sexagesima
- SI -- Societas Iesu
- S.I.D. -- Spiritus In Deo
- Sig. -- Sigillum
- Simpl. -- Simplex
- Sine Com. -- Sine Commemoratione
- s.l. -- sine loco
- s.l.n.d. -- sine loco nec data
- S.M. -- Sanctæ Memoriæ
- SN. -- Senatus, Sententia, Sine, Sine nomine.[1]
- Snia. -- Sententia
- Sntae. -- Sanctæ
- Soc. -- Socius, Socii
- S. Off. -- Sanctum Officium
- S.P. -- Sacerdos perpetua, Sanctissime Pater, Sanctus Petrus, Sepultus, Sepulchrum, Sine pecunia, Spurius, Sua pecunia, Summus Pontifex.
- S.P.A. -- Sacrum Palatium Apostolicum
- S.P.D. -- Salutem plurimam dicit, ad caput litterarum[2]
- Spealer. -- Specialiter
- S. Petr. -- Sanctus Petrus
- S.P.Q.R. -- Senatus populusque Romanus.
- Spualibus -- Spiritualibus
- Sr. -- Soror
- S.R.C. -- Sacra Rituum Congregatio
- S. R. E. -- Sacra vel Sancta Romana Ecclesia
- S. R. I. (M. P.) -- Sacrum Romanum Imperium
- S., SS. -- Sanctus, Sancti
- S.S. -- Sancti, Sanctissimus, Sanctissimus senatus, Supra scripture, Suprascriptus.
- SS. -- Scriptores, Sanctorum.
- SSA. -- Subscripta
- SS.D.N. -- Sanctissimus Dominus Noster
- SSS -- Sanctissimus.
- ST -- Sanctus.
- Stae. -- Sanctæ
- S.T.B. -- Sacræ Theologiæ Baccalaureus
- S.T.B.V.E.B.V. -- Si Tu Bene Valeas Ego Bene Valeo.
- S.T.D. -- Sacræ Theologiæ Doctor
- STIP -- Stipendorium.
- S.T.L. -- Sacræ Theologiæ Licentiatus
- S.T.T.L.-- Sit tibi terra levis.
- SUFF. -- Suffectus
- Suffr. -- Suffragia
- Supplioni. -- Supplicationibus
- S.V. -- Sanctitas Vestra, Sacra Virgo.
- S.V.B.E.E.Q.V. -- Si vales bene est, ego quoque valeo.
- Syn. -- Synodus

## T
- T. -- Terminus, Testamentum, Titulus, Titus, Tribunus, Tu, Turma, Tutor.
- TB., TI., TIB. -- Tiberius.
- TB., TR., TRB. -- Tribunus.
- Temp. -- Tempus, Tempore
- Test. -- Testes, Testimonium
- T.F. -- Testamentum fecit, Titi filius, Titulum fecit, Titus Flavius.
- TFI -- Testamentum fieri iussit.
- Theol. -- Theologia
- Theolia. -- Theologia
- Thia -- Theologia
- TI(B) -- Tiberius
- Tit. -- Titulus, Tituli
- Tli. -- Tituli
- Tm. -- Tantum
- TM. -- Terminus, Testamentum, Thermae.
- Tn. -- Tamen
- T.P. -- Terminum posuit, Tribunicia potestate, Tribunus plebis.
- Tp -- Tanta pecunia.
- TR PL -- Tribunus plebis
- T.R.E. -- Tempore Regis Eduardi
- TT. -- Titulus, Tituli
- TVL. -- Tullius, Tunus.

## U
- ú.í. -- vir inlustris, vir inluster.
- Ult. -- Ultimo
- Usq. -- Usque
- Ux. -- Uxor

## V
- V. -- Urbs, Usus, Uxor, Vale, Verba, Venerabilis, Vestalis, Vester, Victrix, Vir, Virgo, Vivus, Vixisti, Vixit, Volo, Votum.
- VA. -- Veterano assignatus, Vixit annos.
- Vac. -- Vacat, Vacans
- Val. -- Valor
- Vat. -- Vaticanus
- VB. -- Vir Bonus
- Vba. -- Verba
- V.C. -- Vale conjux, Vir clarissimus, Vir consularis.
- V.E. -- Verum etiam, Vir egregius (=equestrian), Visum est.
- Ven. -- Venerabilis
- Venebli. -- Venerabili
- Vers. -- Versiculus
- Vesp. -- Vesperæ
- Vest. -- Vester
- VET. -- Veterani
- V.F. -- Usus fructus, Verba fecit, Vivus fecit.
- V.F. -- Vicarius Foraneus
- v.g., v.gr. -- verbi gratia
- V.G. -- Vicarius Generalis
- V.H. -- Vir honestus
- V.I.D. -- Utriusque Iuris Doctor
- Vic. For. -- Vicarius Foraneus
- Vid. -- Vidua
- Vid. -- Videlicet
- Videl. -- Videlicet
- Vig. -- Vigilia
- Viol. -- Violaceus
- Virg. -- Virgo
- Virid. -- Viridis
- VIX. -- Vixit
- VLP. -- Ulpius
- V.M. -- Vir Magnificus
- V.P. -- Urbis praefectus, Vir perfectissimus, Vivus posuit.
- V.R. -- Urbs Roma, Uti rogas, Votum reddidit.
- V. Rev. -- Very Reverend
- Vrae. -- Vestræ
- V.S. -- Votum solvit, Vir spectabilis.
- V.S.L.L.M. -- Votum solvit libens laetus merito.
- V.S.L.M. -- Votum Solvit Libens Merito.
- V.T. -- Vetus Testamentum
- VV. -- Venerabilis, Venerabiles
- VV. CC. -- Viri Clarissimi
- V. X. -- Vivas, Care [or Cara]; or Uxor Carissima

## X
- X. -- Christus
- XC. -- Christus
- XCS. -- Christus
- XPC. -- Christus
- XS. -- Christus
- XV V. -- Quindecimvir.

## Z
- ZC, ZE -- Et caetera

## Numeri
- I -- unus
- V -- quinque
- X -- decem
- L -- quinquaginta
- C -- centum
- D -- quingenti
- M -- mille

## Ordini religiosi e congregazioni
- A.A. -- Augustiniani Assumptionis
- A.B.A. -- Antoniani Benedictini Armeni
- C.J.M. -- Congregatio Jesu et Mariæ
- C.M. -- Congregatio Missionis
- C.M. -- Congregatio Mariæ
- C.O. -- Congregatio Oratorii
- C.P. -- Congregatio Passionis
- C.PP.S. -- Congregatio Pretiosissimi Sanguinis
- C.R. -- Congregatio Resurrectionis
- C.R.C.S. -- Clerici Regulares Congregationis Somaschæ
- C.R.I.C. -- Canonici Regulares Immaculate Conecptionis
- C.R.L. -- Canonici Regulares Lateranenses
- C.R.M. -- Clerici Regulares Minores
- C.R.M.D. -- Clerici Regulares Matris Dei
- C.R.M.I. -- Clerici Regulares Ministrantes Infirmis
- C.R.P. -- Congregatio Reformatorum Præmonstratensium
- C.R.S.P. -- Clerici Regulares Sancti Pauli
- C.R.S.P. -- Clerici Regulares Pauperum Matris Dei Scholarum Piarum
- C.R.T. -- Clerici Regulares Theatini
- C.S.B. -- Congregatio Sancti Basilii
- C.S.C. -- Congregatio Sanctæ Crucis
- C.S.P. -- Congregatio Sancti Pauli
- C.S.Sp. -- Congregatio Sancti Spiritus
- C.S.V. -- Clerici Sancti Viatoris
- C.SS.CC. -- Congregatio Sacratissimorum Cordium
- C. SS. R. -- Congregatio Sanctissimi Redemptoris
- F.S.F.C. -- Fraternitas Sacerdotalis Familiae Christi
- F.S.S.P. -- Fraternitas Sacerdotalis Sancti Petri
- F.S.S.P.X -- Fraternitas Sacerdotalis Sancti Pii X
- Inst. Char. -- Institutum Charitatis (Rosminiani)
- I.C.R.S.S. -- Instituttum Christi Regis Summi Sacerdotis
- I.C.R.S.P. -- Institutum Christi Regis Summi Sacerdotis
- M.C. -- Missionaries of Charity
- M.S. -- Missionaries of La Salette
- M.S.C. -- Missionarii Sancti Caroli
- M.S.C. -- Missionarii Sacratissimi Cordis

- O.C. -- Ordo Charitatis
- O. Camald. -- Ordo Camaldulensium
- O. Cart. -- Ordo Cartusiensis
- O. Cist. -- Ordo Cisterciensium
- O.C.C. -- Ordo Carmelitarum Calceatorum
- O.C.D. -- Ordo Carmelitarum Discalceatorum
- O.C.R. -- Ordo Reformatorum Cisterciensium
- O.F.M. -- Ordo Fratrum Minorum
- O.M. -- Ordo [Fratrum] Minimorum
- O. Merced. -- Ordo Beatæ Mariæ Virginis de Redemptione Captivorum
- O.M.C. -- Ordo Minorum Conventualium
- O.M. Cap. -- Ordo Minorum Cappucinorum
- O.F.M. Cap. -- Ordo Minorum Cappucinorum
- O.M.C. -- Ordo Minorum Cappucinorum
- O.M.I. -- Oblati Mariæ Immaculatæ
- O.P. -- Ordo Prædicatorum
- Ord Fratr. Praed. -- Ordo Prædicatorum
- Ord. Praem. -- Ordo Præmonstratensium
- O.S.A. -- Ordo [Eremitarum] Sancti Augustini, Ordo Sancti Augustini
- O.S.B. -- Ordo Sancti Benedicti
- O.S.C. -- Oblati Sancti Caroli
- O.S.F.C. -- Ordinis Sancti Francisci Capuccini
- O.S.F.S. -- Oblati Sancti Francisci Salesii
- O.S.H. -- Ordo [Eremitarum] Sancti Hieronymi
- O.S.M. -- Ordo Servorum Mariæ
- O.SS.C. -- Oblati Sacratissimi Cordis
- O.T. -- Ordo Teutonicus
- O. Trinit. -- Ordo Sanctissimæ Trinitatis
- P.O. -- Presbyteri Oratorii
- P.S.M. -- Pia Societas Missionum
- P.S.S. -- Presbyteri Sancti Sulpicii
- R.O.S.M.A. -- Realis Ordo Sancti Michaëli ab Ansa
- S.C. -- Salesianorum Congregatio
- S.D.S. -- Societas Divini Salvatoris
- S.D.V. -- Societas Divini Verbi
- S.J. -- Societas Jesu
- S.M. -- Societas Mariæ
- S.M.O.M. -- Supremus ac Militaris Ordo Melitensis
- SMOCSG -- Sacer ac Militaris Ordo Constantinianus Sancti Georgii
- S.P.M. -- Societas Patrum Misericordiae
- S.S.S. -- Societas Sanctissimi Sacramenti